# Mô hình Mundell–Fleming
Mô hình Mundell-Fleming (The Mundell-Fleming model) là một mô hình kinh tế học vĩ mô sử dụng 2 đường IS và LM để phân tích tác động của các chính sách kinh tế vĩ mô được thực hiện trong một nền kinh tế mở cửa. Mô hình mang tên 2 nhà kinh tế học là Robert Mundell và John Marcus Fleming. Đây là mô hình lý thuyết được Robert Mundell và Marcus Fleming phát triển một cách độc lập trong những năm 1960. Mô hình cho thấy mối quan hệ giữa sản lượng với tỷ giá hối đoái danh nghĩa trong ngắn hạn.

## Thiết lập mô hình

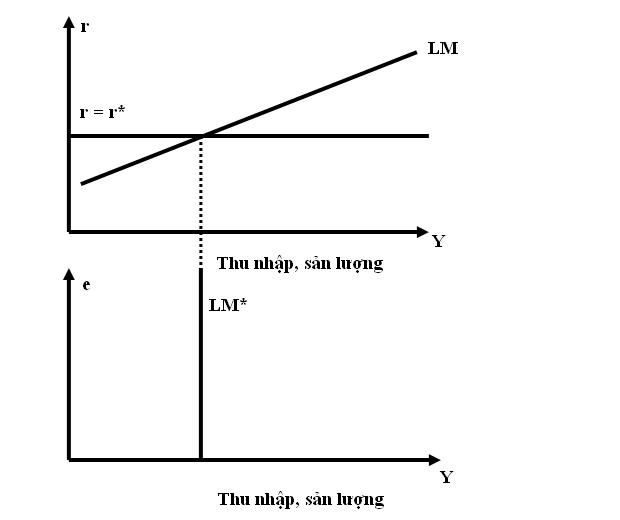
Hình minh họa cách dựng LM*

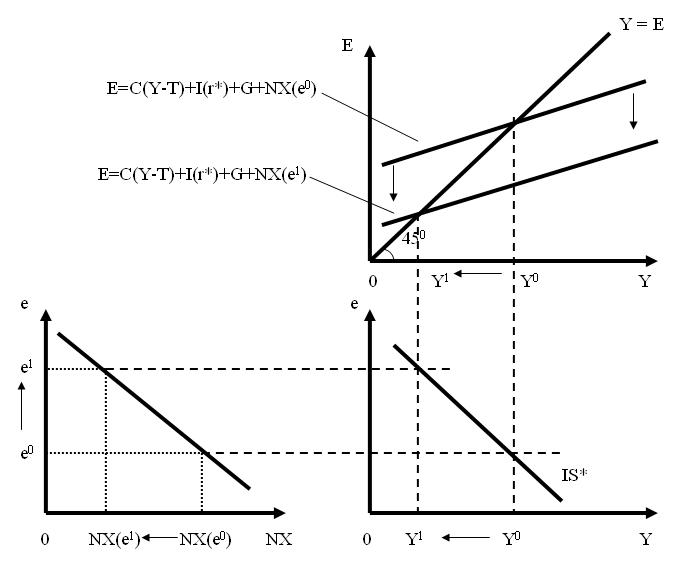
Hình minh họa cách dựng IS*

### Đường LM*
- Cách dựng LM*:
- Phương trình LM*:

M / P = L (r*, Y)
- Đường LM* là đường LM trong đồ thị Y-e.
- Đường LM* là một đường thẳng đứng, vì tỷ giá hối đoái không được đưa vào trong phương trình của LM*.

### Đường IS*
- Cách dựng IS*:
- Phương trình đường IS*:

Y = C (Y - T) + I (r*) + G + NX (e)
- Đường IS* là đường IS thể hiện trong đồ thị Y-e.
- Đường IS* dốc xuống vì tỷ giá hối đoái cao hơn làm giảm xuất khẩu ròng (NX),qua đó làm giảm tổng thu nhập.

### Điều kiện của mô hình
- Sản lượng thực tế nhỏ hơn sản lượng tiềm năng.
- Giá cố định
- Nền kinh tế nhỏ, mở cửa.

## Nền kinh tế nhỏ,tỷ giá hối đoáithả nổi

### Chính sách tài chính(Chính sách tài khóa)

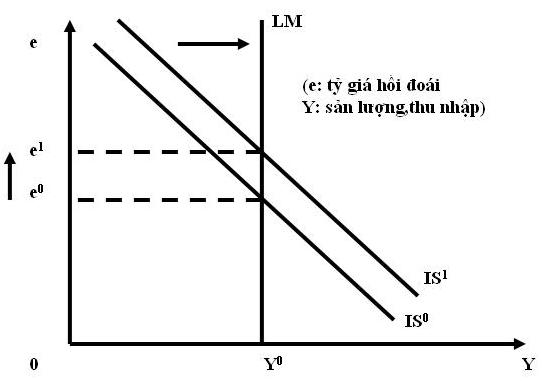
Ảnh hưởng của chính sách tài chính mở rộng trong ngắn hạn,tỷ giá hối đoái thả nổi

Để tăng sản lượng Y, chính phủ có thể sử dụng chính sách tài chính mở rộng (tăng chi tiêu chính phủ hoặc giảm thuế). Trong ngắn hạn, chi tiêu chính phủ tăng làm tăng chi tiêu hàng hóa trong nước (đường IS dịch chuyển sang phải trong khi đường LM đứng yên), dẫn đến đồng nội tệ lên giá so với ngoại tệ (do nhu cầu về đồng nội tệ lớn). Đồng nội tệ lên giá làm giảm xuất khẩu và tăng nhập khẩu. Trong dài hạn, sự gia tăng của tỷ giá hối đoái làm giảm xuất khẩu ròng, là nguyên nhân làm mất ảnh hưởng của sự mở rộng tổng cầu trong nước về hàng hóa và dịch vụ. Điều này làm triệt tiêu ảnh hưởng mở rộng ban đầu của chính sách tài chính và đưa lãi suất trong nước về mức lãi suất thế giới.
Do vậy: trong ngắn hạn, dưới chế độ tỷ giá hối đoái thả nổi và vốn chu chuyển hoàn hảo thì chính sách tài chính hoàn toàn không có hiệu lực trong việc điều tiết tổng cầu của nền kinh tế.

### Chính sách tiền tệ

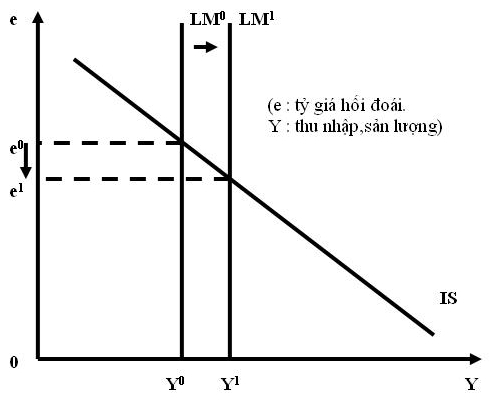
Ảnh hưởng của chính sách tiền tệ mở rộng trong ngắn hạn với tỷ giá hối đoái thả nổi

Để tăng sản lượng Y thì Ngân hàng trung ương (NHTW) tăng cung tiền làm lãi suất trong nước tạm thời giảm xuống so với lãi suất nước ngoài, tạo ra một dòng vốn lớn chảy ra nước ngoài. Chính sách tiền tệ mở rộng làm đường LM dịch chuyển sang phải, còn đường IS thì đứng yên. Nhà đầu tư trong nước tìm cách chuyển từ đồng nội tệ sang đồng ngoại tệ, làm giá của đồng nội tệ giảm. Trong dài hạn, tỷ giá hối đoái giảm làm tăng xuất khẩu và làm giảm nhập khẩu. Việc chuyển đổi đồng nội tệ sang đồng ngoại tệ diễn ra cho đến khi tỷ giá hối đoái giảm đủ để lãi suất trong nước tăng ngang bằng với lãi suất nước ngoài.
Do vậy: Trong ngắn hạn, với tỷ giá hối đoái thả nổi và vốn chu chuyển hoàn hảo thì chính sách tiền tệ là có hiệu quả.

### Chính sách thương mại
.

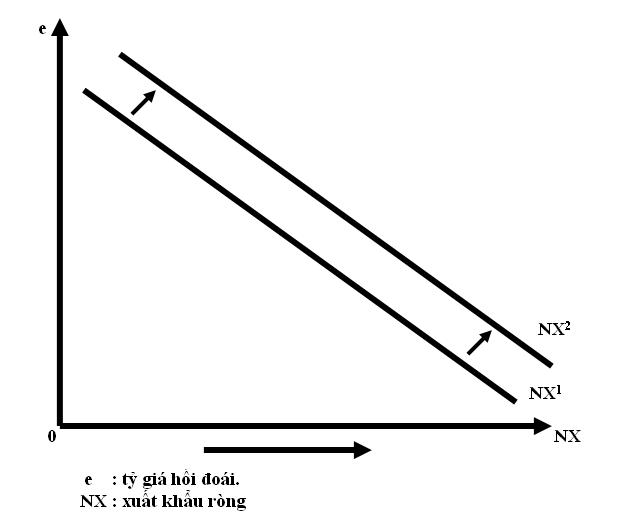
Ảnh hưởng của chính sách hạn chế thương mại tới đường xuất khẩu ròng(NX) trong ngắn hạn

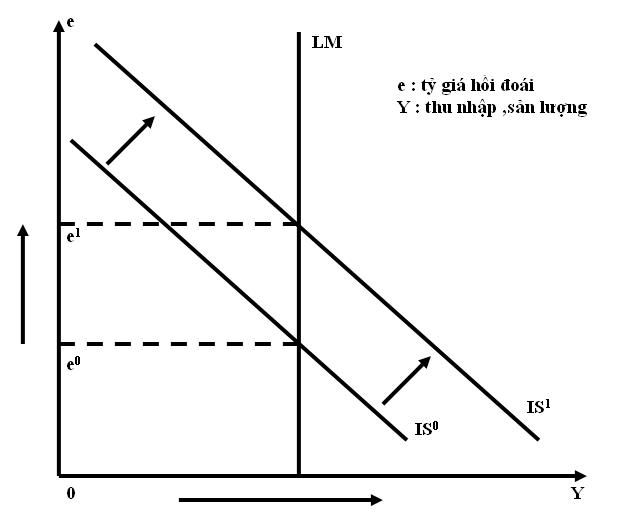
Ảnh hưởng của chính sách hạn chế thương mại với tỷ giá hối đoái thả nổi,trong ngắn hạn

Chính phủ dùng biện pháp hạn chế thương mại: Chính phủ cắt giảm nhu cầu về hàng nhập khẩu bằng cách đặt ra hạn ngạch nhập khẩu hoặc thuế quan. Xuất khẩu ròng bằng xuất khẩu trừ đi nhập khẩu, giảm nhập khẩu sẽ làm cho tăng tỷ giá hối đoái và tăng xuất khẩu ròng, đường xuất khẩu ròng dịch chuyển sang phải. Đường xuất khẩu ròng (NX) dịch chuyển sang phải làm cho đường IS dịch chuyển sang phải.
Do vậy: Trong ngắn hạn, với tỷ giá hối đoái thả nổi thì biện pháp hạn chế thương mại chỉ làm tăng tỷ giá hối đoái mà không tác động đến sản lượng Y.

## Nền kinh tế nhỏ,tỷ giá hối đoáicố định

### Chính sách tài chính

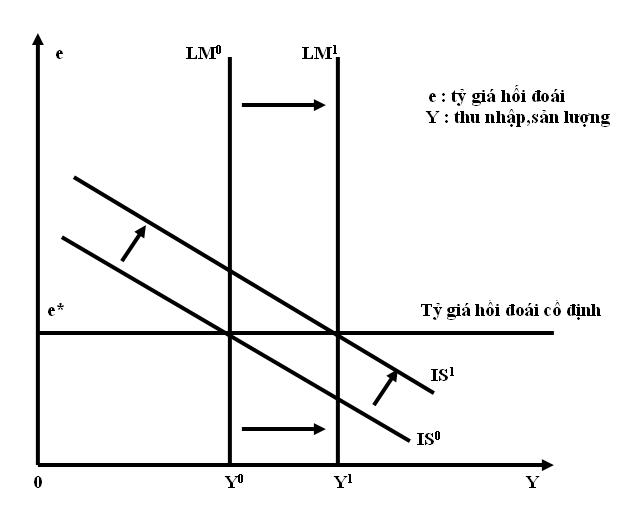
Ảnh hưởng của chính sách tài khóa mở rộng trong điều kiện tỷ giá hối đoái cố định

Trong điều kiện tỷ giá hối đoái cố định thì chính sách mở rộng tài chính của chính phủ sẽ làm dịch chuyển đường IS sang phải. Để duy trì tỷ giá hối đoái cố định thì ngân hàng trung ương phải tăng cung tiền, làm dịch chuyển đường LM sang phải với quy mô tương ứng.
Do vậy: Trong ngắn hạn, với tỷ giá hối đoái cố định thì chính sách tài chính mở rộng sẽ làm tăng sản lượng Y.

### Chính sách tiền tệ

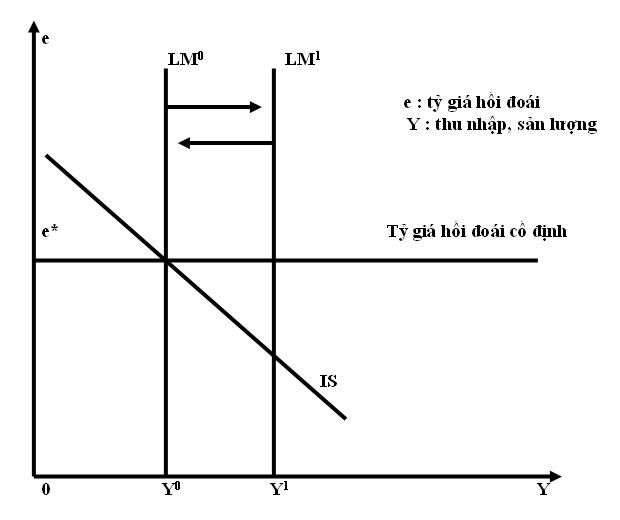
Ảnh hưởng của chính sách tiền tệ mở rộng trong điều kiện tỷ giá hối đoái cố định

Khi chính phủ sử dụng chính sách tiền tệ mở rộng bằng việc tăng cung tiền sẽ tạo áp lực làm giảm tỷ giá hối đoái, đường LM dịch chuyển sang phải. Để giữ cho tỷ giá hối đoái cố định thì cung tiền phải giảm dẫn đến đường LM phải dịch chuyển sang trái về vị trí ban đầu.
Do vậy: Trong ngắn hạn, với tỷ giá hối đoái cố định thì chính sách tiền tệ không có hiệu quả.

### Chính sách thương mại

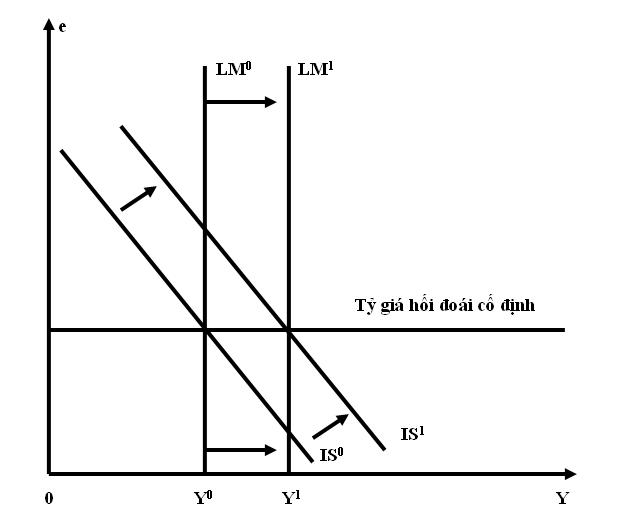
Ảnh hưởng của chính sách hạn chế thương mại trong điều kiện tỷ giá hối đoái cố định

Chính phủ sử dụng thuế quan hoặc hạn ngạch làm giảm nhập khẩu (làm tăng xuất khẩu ròng), làm dịch chuyển đường IS sang phải. Để giữ cho tỷ giá hối đoái cố định thì chính phủ phải tăng cung tiền lên làm đường LM dịch chuyển sang phải, sản lượng Y tăng lên.
Do vậy: Trong ngắn hạn với tỷ giá hối đoái cố định thì chính sách thương mại là có hiệu quả.

## Vấn đề khác
- Mô hình Mundell-Fleming nguyên gốc rõ ràng cũng có những hạn chế. Chẳng hạn, như tất cả các phân tích kinh tế vĩ mô thời kì đó, nó đã đưa ra những giả thuyết đơn giản hóa về kì vọng trên thị trường tài chính và thừa nhận tính cứng nhắc của giá cả trong ngắn hạn. Những thiếu sót này đã được các nhà nghiên cứu sau đó chỉnh sửa, họ đã chứng minh rằng điều chỉnh giá dần dần và kì vọng hợp lý không thể kết hợp vào các phân tích mà không thay đổi đáng kể các kết quả thu được.

## Liên kết
- Mundell - Fleming model Lưu trữ ngày 4 tháng 3 năm 2016 tại Wayback Machine